# I’m a Woman (песня)
«I’m a Woman» — песня, написанная авторским дуэтом Джерри Либера и Майка Столлера. Первой песню исполнила Кристин Киттрелл, а популярность песни пронесло исполнение Пегги Ли в 1962 году. Её версия попала в чарт Billboard Hot 100 на 54-ю позицию, а также получила номинацию на премию «Грэмми» в категории «Лучшее женское вокальное поп-исполнение». Новую волну популярности песня перенесла в 1974 году, когда сольную версию представила певица Мария Малдур, её версия достигла 12-го места в «горячей сотне».

## Чарты
| Чарты (1962–63)         | Высшая позиция |
| ----------------------- | -------------- |
| США (Billboard Hot 100) | 54             |

| Чарты (1974–75)                    | Высшая позиция |
| ---------------------------------- | -------------- |
| Австралия (Kent Music Report)      | 25             |
| Канада (RPM Adult Contemporary)    | 2              |
| Канада (RPM Top Singles)           | 41             |
| США (Billboard Adult Contemporary) | 4              |
| США (Billboard Hot 100)            | 12             |